# Frederick Smith
Pour les articles homonymes, voir Smith.
Frederick Smith est un entomologiste britannique, né le 30 décembre 1805 et mort le 16 février 1879.

## Biographie
Graveur à l’origine, il obtient après la mort d'Edward Doubleday (1810-1849) un poste d’assistant au département de zoologie du British Museum. À partir de 1875, et jusqu’à sa mort, il est assistant senior au sein du même département. Ce spécialiste des hyménoptères fait paraître le Catalogue of Hymenopterous Insects (de 1853 à 1859, en sept parties) et la cinquième (1851) et sixième partie (1852) de la Nomenclature of Coleopterous Insects. Il dirige la Société entomologique de Londres en 1862-1863.